# Danseong-myeon, Sancheong-gun
Danseong-myeon (koreanska: 단성면) är en socken i den södra delen av Sydkorea, 270 km söder om huvudstaden Seoul.  Den ligger i kommunen Sancheong-gun i provinsen Södra Gyeongsang.